# Mbangala (Fluss)
Der Mbangala (auch Bangala) ist ein Fluss im Südosten des ostafrikanischen Staates Tansania.

## Verlauf
Der etwa 160 km lange Fluss entspringt im Süden der Region Lindi und fließt nach Süden in die Region Mtwara hinein, wo er nahe dem Ort Mesaula in den Fluss Rovuma mündet. Die Region nahe der Mündung ist als Mbangala Forest Reserve geschützt.

## Quelle
- Operational Navigation Chart N-5 (1:1.000.000), Defense Mapping Agency Aerospace Center, St. Louis Air Force Station, Missouri, Apr 1973 (revised Jan 1981)